# Elizabeth George Speare
Elizabeth George Speare, född 21 november 1908 i Melrose, Massachusetts, död 15 november 1994) i Tucson, Arizona, USA, var en amerikansk barnboksförfattare som tilldelades många priser för sina fiktiva historieromaner. Hon blev även utnämnd till en av USA:s 100 mest populära barnboksförfattare och många av hennes verk utgör obligatorisk läsning i amerikanska grundskolor.
Redan vid åtta års ålder började Speare skriva små berättelser och fortsatte med det genom skolåren. Efter sin Bachelorexamen vid Smith College år 1930 fortsatte hon med en Masterexamen i engelska vid Boston University. Speare undervisade sedan i engelska på flera privatskolor i Massachusetts mellan 1932 och 1936, då hon träffade sin framtida make, Alden Speare. De två flyttade till Connecticut, gifte sig och fick två barn. Trots att Speare alltid velat skriva, kunde hon som hustru och nybliven mor inte fokusera på sitt skrivande förrän i mitten av 1950-talet, då barnen började på junior high school.
Efter att först ha skrivit mängder med artiklar i tidskrifter som Better Homes and Gardens, Woman's Day, Parents och American Heritage, publicerades Speares första bok Calico Captive, år 1957. Året efter färdigställde hon sin andra fiktiva historieroman, The Witch of Blackbird Pond, som belönades med flera prestigefyllda pris, däribland Newbery Medal, som hon också tilldelades för sin tredje bok, The Bronze Bow, publicerad 1961. År 1989 mottog Speare Laura Ingalls Wilder Medal för sina omfattande bidrag till den amerikanska barnlitteraturen.